# Sklaven (Zeitschrift)
Sklaven ist der Titel einer 1994 begründeten deutsche Literaturzeitschrift, die 1999 eingestellt wurde.

## Geschichte
Die Zeitschrift Sklaven wurde im Mai 1994 von den Dichtern Stefan Döring und Bert Papenfuß und den Verlegern Stefan Ret und Klaus Wolfram gegründet. Als Verlag zeichnete der Berliner BasisDruck Verlag. Im Januar 1998 spaltete sich die Zeitschrift in Sklaven und Sklaven Aufstand. Nach der 50. Nummer erschien im November 1999 die letzte Ausgabe, betitelt Die letzten Sklaven, aus welcher wiederum die Zeitschrift GEGNER hervorging.
Die Sklaven publizierten Texte aus Literatur, Philosophie und Ökonomie. „Zeitgenössik aus radikalem Blickwinkel“ wurde mit Erstveröffentlichungen aus dem Archiv der revolutionären Tradition kombiniert.
Die Zeitschrift fühlte sich dem Schriftsteller Franz Jung, der 1927 eine Zeitschrift mit dem Titel SKLAVEN herausgeben wollte, und seinem Umfeld besonders verpflichtet.
Als Nachfolgeprojekt versteht sich die Zeitschrift Abwärts!, deren Name ebenfalls auf Franz Jung zurückgeht und die als Gemeinschaftsprojekt mit den Zeitschriften Gegner, floppy myriapoda, telegraph und Zonic konzipiert ist.

## Redakteure
Sklaven
- Nr. 0 bis 2: Stefan Döring, Wolfram Kempe, Bert Papenfuß, Stefan Ret, Klaus Wolfram
- Nr. 3 bis 34: Stefan Döring, Annett Gröschner, Wolfram Kempe, Bert Papenfuß, Stefan Ret, Klaus Wolfram
- Nr. 34 bis 40: Stefan Döring, Annett Gröschner, Andreas Hansen, Wolfram Kempe, Bert Papenfuß, Stefan Ret, Klaus Wolfram
- Nr. 41 bis 43: Stefan Döring, Annett Gröschner, Andreas Hansen, Thomas Martin, Wolfram Kempe, Bert Papenfuß, Stefan Ret, Klaus Wolfram
- Nr. 43 bis 50: Stefan Döring, Thomas Martin, Stefan Ret, Klaus Wolfram

Sklaven Aufstand
- Nr. 44/45 bis 50: Annett Gröschner, Andreas Hansen, Wolfram Kempe, Bert Papenfuß
- Nr. 52: Annett Gröschner, Wolfram Kempe, Renate Koßmann, Bert Papenfuß, Norbert Kröcher (Knofo)

Die letzten Sklaven
- Andreas Hansen, Bert Papenfuß, Stefan Ret

## Rezeption
- „Texte, lustiger, als sie aussehen“. Susanne Messmer, taz, Berlin lokal Kultur, 9. April 1998.
- „Erben im Rätseljahr“. Mark Siemons, F.A.Z. 26. März 1998.
- „Krise beendet. Die Zeitschrift SKLAVEN hat jetzt zwei Nachfolger“. Dirk Rudolph, scheinschlag, Nr. 6/1998.
- „Möglicherweise wird allein die neue Prenzlauer-Berg-Zeitschrift Sklaven überleben, in der es heißt: 'Der Sand reicht uns schon jetzt bis zur Hüfte … Wieviel Sand soll es eigentlich noch werden?'“ Adolf Endler, Neue Deutsche Literatur. 9/1994.